# Yamamoto Satsuo

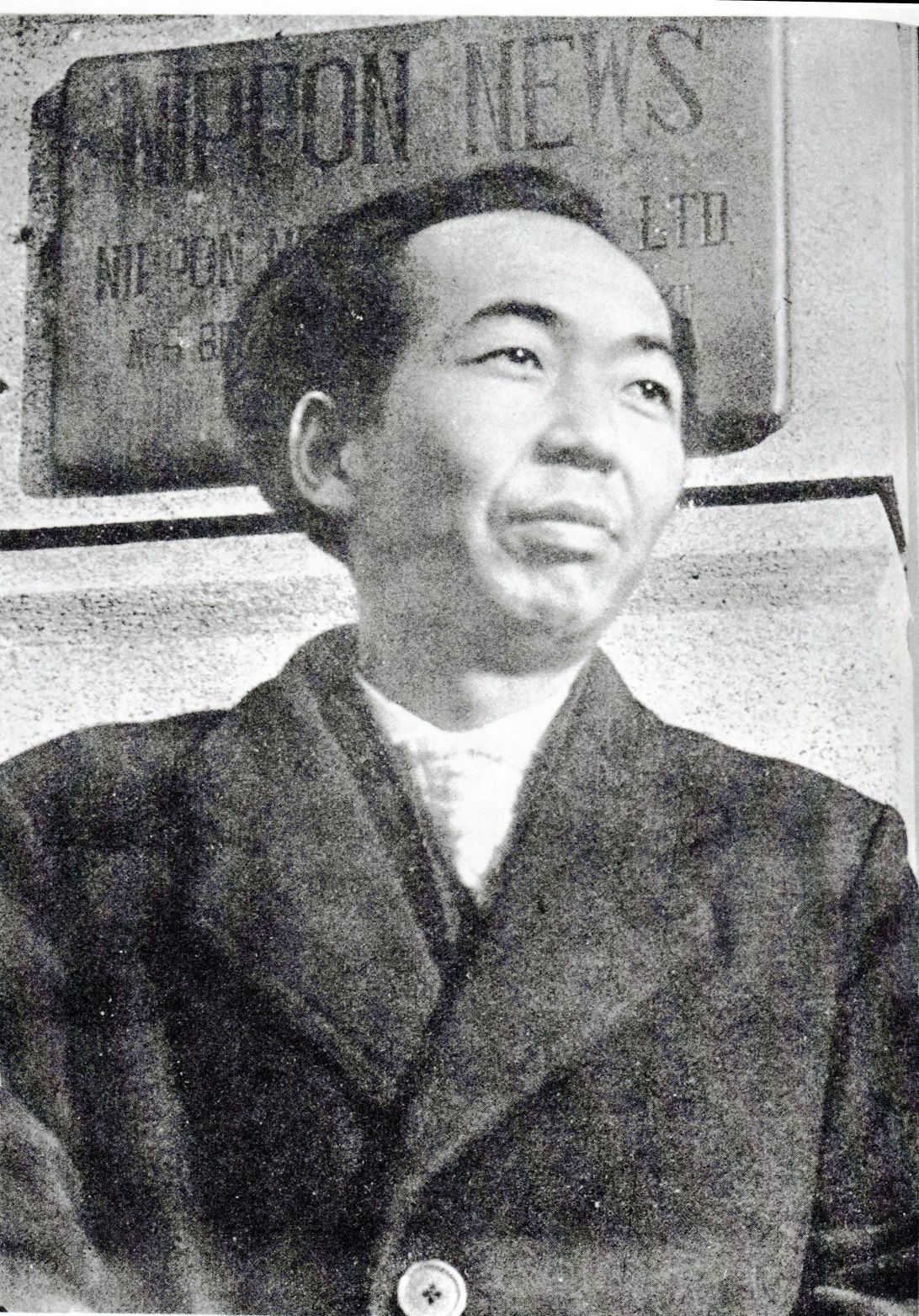
Satsuo Yamamoto

Yamamoto Satsuo (japanisch 山本 薩夫; geb. 15. Juli 1910 in Kagoshima; gest. 11. August 1983 in Tokio) war ein japanischer Filmregisseur, bekannt für seine zeitnahen sozialen und politischen Themen. 

## Leben und Werk
Satsuo Yamamoto begann 1933 nach Abbruch des Studiums an der Universität Waseda für das Filmunternehmen Shōchiku zu arbeiten und wurde eine Zeitlang Assistent von Mikio Naruse (1905–1969), mit dem er später zu Tōhō wechselte. Bei Tōhō wurde er als Gewerkschaftsführer in Arbeitskämpfe verwickelt, was schließlich zu seiner Entlassung führte. 1950 gründete er mit Tadashi Imai und anderen die Firma Shinsei eiga-sha, 1955 seine eigene Produktionsfirma.
Das Kennzeichen der Filme Yamamotos war, dass sie als soziale und politische Filme „eine Botschaft“ vermitteln wollten. Ein weiteres Kennzeichen waren ihre Überlänge von oft mehr als 2 ½ Stunden. Sein Film Vakuum-Zone aus dem Jahr 1952 gilt als einer der stärksten Antikriegsfilme Japans. Der Elfenbeinturm, ein Film über die Korruption in den höchsten medizinischen Kreisen, gewann 1966 den Kinema-Jumpō-Preis und den Blue Ribbon Award. 1966 erhielt Yamamoto einen weiteren Blue Ribbon Award für Japanische Diebesgeschichte und für Der Stuhl des Zeugen. 
Eine glänzende Familie (1974) zeigt die Korruption in der Bankenwelt. Sonnenfinsternis (1975) beschäftigt sich mit dem Thema Wahlbetrug, und Ödland (1976) war eine Abrechnung mit dem Lockheed-Skandal in Japan.

## Filmografie (Beispiele)
- 1952: Vakuum-Zone (Shinkū chitai, 真空地帯)
- 1959: Lied vom Lastkarren (Niguruma no uta, 荷車の歌)
- 1965: Japanische Diebesgeschichte (Nippon dorōbō monogatari, にっぽん泥棒物語)
- 1965: Der Stuhl des Zeugen (Shōnin no isu, 証人の椅子)
- 1966: Der Elfenbeinturm (Shiroi kyotō, 白い塔)
- 1974: Eine glänzende Familie (Kareinaru ichizoku, 華麗なる一族)
- 1975: Sonnenfinsternis (Kinkanshoku, 金環蝕)
- 1976: Ödland (Fumō chitai, 不毛地帯)